# Idesbald des Dunes
Idesbald, né vers 1090 à Furnes (Belgique) et mort en 1167 à l’abbaye des Dunes, est le 3e abbé de l’abbaye cistercienne des Dunes (commune de Coxyde, Flandre-Occidentale, Belgique).

## Biographie
Issu d’une famille aisée de petite noblesse,  — les van der Gracht, — Idesbald obtient facilement de devenir chanoine à la collégiale Sainte-Walburge à Furnes. Cultivé et intelligent, il a de l’influence auprès de Thierry d'Alsace, comte de Flandre. 
Cependant, comme son père le fit plusieurs années auparavant, — et à un âge relativement avancé, — Idesbald renonce à ses biens pour demander son admission (vers 1150) comme simple moine à l’abbaye Notre-Dame des Dunes, alors dirigée par Robert de Bruges, un disciple direct de saint Bernard de Clairvaux. À sa demande, il obtient la fonction de maître de chœur, ayant une grande attirance pour le chant de l'office divin. 
Lorsque le successeur de Robert de Bruges est obligé de démissionner (1155), Idesbald est unanimement élu pour prendre sa succession, avec l’approbation de ses deux prédécesseurs, Robert de Bruges, devenu 2e abbé de Clairvaux, et Albero lui-même. 
Durant les 12 ans de  son abbatiat l’abbaye prospère et gagne en prestige et influence. Elle est souvent visitée par les grands, dont le fils de Thierry d'Alsace.  Des privilèges spéciaux furent accordés à l’abbaye par le pape de l'époque. À la mort d’Idesbald, en 1167, — et contrairement aux coutumes cisterciennes, — les moines placent son corps dans un cercueil de plomb qu’ils enterrent sous l’église.

## Dévotion et culte

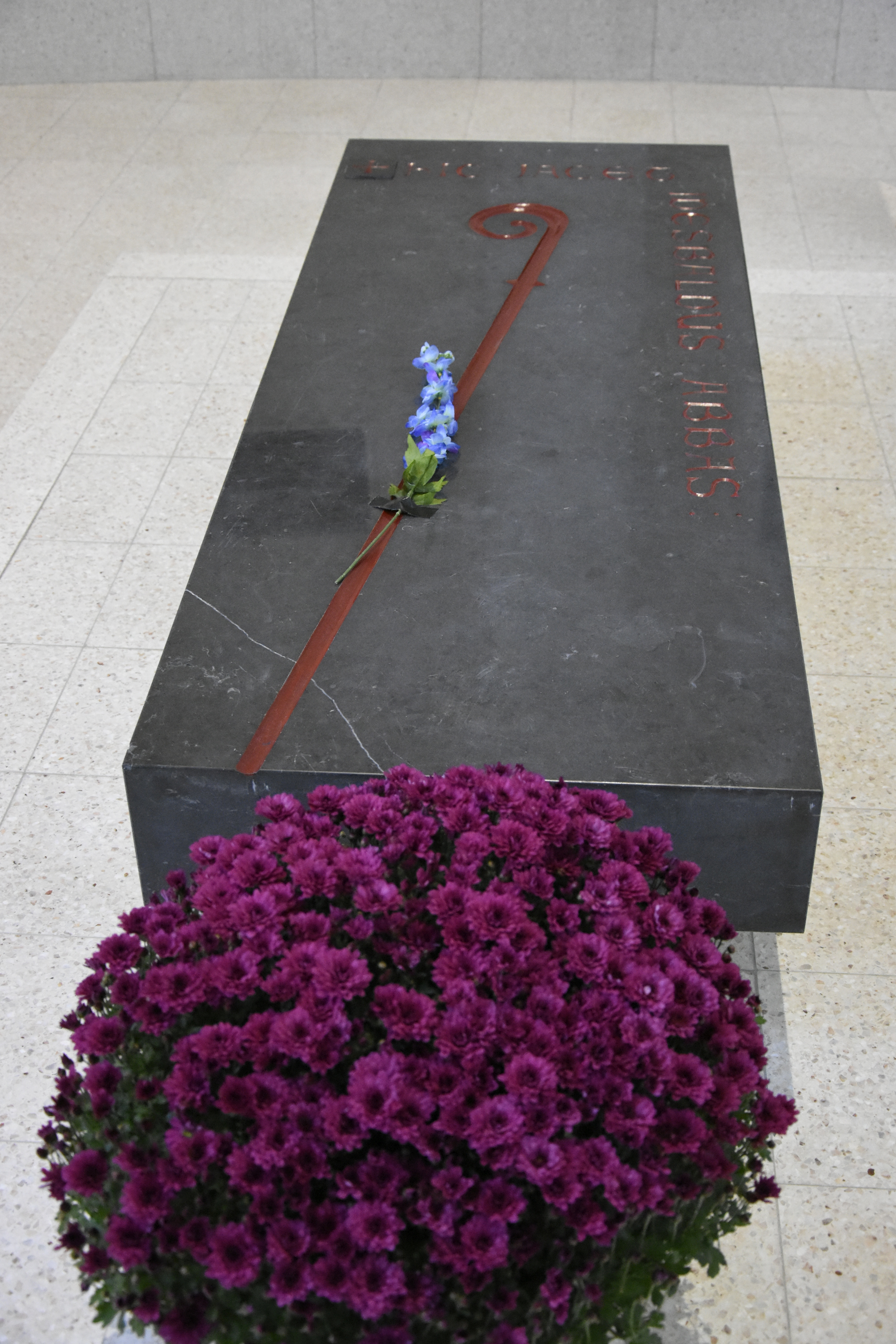
Le tombeau d'Idesbald dans l'église Notre-Dame des Dunes.

- En 1623 le cercueil de plomb avec le corps intact d’Idesbald est découvert sous les décombres de la salle capitulaire de l’abbaye. Cette découverte est à l’origine de la dévotion à Saint Idesbald qui se développa dans la région. Selon une légende colportée au XVIIe siècle, une étrange lueur s'élevait la nuit au-dessus des décombres de l'abbaye des Dunes ravagée en 1578. Lorsqu'on fouilla le sol, on mit au jour le tombeau d'Idesbald, son 3e abbé, considéré comme perdu. L'apparition de la lumière fut interprétée comme une manifestation de Dieu pour rendre aux fidèles les restes du saint abbé[1].
- Depuis 1831 les reliques de Saint Idesbald se trouvent à Bruges. Son culte fut approuvé par Léon XIII en 1894.
- Liturgiquement saint Idesbald est commémoré le 18 avril.
- Saint Idesbald est patron des pêcheurs et des cultivateurs des polders.
- Une relique contenue dans un tombeau moderne se trouve dans l'église Notre-Dame des Dunes à Coxyde.

## Toponymie
Une station balnéaire réputée de la côte belge, se trouvant dans la commune de Coxyde, a pris le nom de Saint-Idesbald.